# Gobierno Pérez Touriño
El Gobierno Pérez Touriño (gallego: Goberno Pérez Touriño) es el gobierno autónomo de Galicia entre el 4 de agosto de 2005 y el 20 de abril de 2009, durante la VII Legislatura del Parlamento de Galicia.
Está dirigido por el socialista Emilio Pérez Touriño, cuyo PSOE quedó segundo en las elecciones parlamentarias, y se basa en una coalición entre socialistas y nacionalistas. Sucedió al cuarto gobierno del conservador Manuel Fraga y cedió el poder al primer gobierno del conservador Alberto Núñez Feijóo, tras la victoria del PP en las elecciones de 2009.

## Historia
Este gobierno está encabezado por el nuevo presidente de la Junta de Galicia, Emilio Pérez Touriño. Está formado y apoyado por una coalición de centro izquierda entre el Partido Socialista Obrero Español (PSOE) y el Bloque Nacionalista Galego (BNG). Juntos tienen 38 diputados de 75, o el 50,7% de los escaños del Parlamento.
Se formó tras las elecciones parlamentarias del 19 de junio de 2005.
Sucede así al cuarto gobierno del conservador Manuel Fraga, en el poder desde 1990, constituido y apoyado únicamente por el Partido Popular (PP).

### Evolución
Durante la votación parlamentaria, el Partido Popular obtuvo 37 diputados, un escaño menos que la mayoría absoluta, pero Manuel Fraga se negó a reconocer la derrota y quiso esperar al recuento de los votos de los expatriados. Operado el 27 de junio siguiente, confirmó la pérdida de potencia del PP.
El 3 de julio siguiente, el Partido Socialista y el Bloque Nacionalista iniciaron negociaciones con vistas a formar un gobierno conjunto. Estos concluyeron positivamente unas dos semanas después, el 19 de julio. El 29 de julio, el Parlamento invistió a Emilio Pérez Touriño como presidente de la Junta por 38 votos a favor, contra 37. El 4 de agosto, los doce consejeros y el vicepresidente de la Junta prestaron juramento ante el presidente, en presencia de la presidenta del Parlamento. , Dolores Villarino .

### Sucesión
El 18 de diciembre de 2008, Emilio Pérez Touriño anunció la convocatoria de elecciones parlamentarias para el 1 de marzo de 2009. A pesar de las encuestas, la votación la ganó el Partido Popular de Alberto Núñez Feijóo con sólo un escaño por delante de la coalición gobernante.
Alberto Núñez Feijóo fue investido presidente de la Junta el 16 de abril y asumió el cargo dos días después. Su primer gobierno de diez miembros prestó juramento en abril de 2009.

## Distribución de Competencias
| Consejerías del Partido Socialista                 | Consejerías del Bloque Nacionalista Gallego |
| -------------------------------------------------- | ------------------------------------------- |
| Presidencia, Administraciones Públicas y Justicia  | Innovación e Industria                      |
| Economía y Hacienda                                | Medio Rural                                 |
| Política Territorial, Obras Públicas y Transportes | Cultura y Deportes                          |
| Educación y Universidades                          | Vivienda y Suelo                            |
| Sanidad                                            |                                             |
| Pesca y Asuntos Marítimos                          |                                             |
| Medio Ambiente y Desarrollo Sostenible             |                                             |
| Trabajo                                            |                                             |

## Composición
|                                                    |                                                    |                                                    |                                                    |  |                                                                        |  |  |  |
| Gobierno de Emilio Pérez Touriño                   |                                                    |                                                    |                                                    |  |                                                                        |  |  |  |
| 4 de agosto de 2005 - 20 de abril de 2009          |                                                    |                                                    |                                                    |  |                                                                        |  |  |  |
|                                                    | Partido Socialista de Galicia                      |                                                    |                                                    |  |                                                                        |  |  |  |
|                                                    | Bloque Nacionalista Gallego                        |                                                    |                                                    |  |                                                                        |  |  |  |
|                                                    | Independiente                                      |                                                    |                                                    |  |                                                                        |  |  |  |
| Presidente                                         | Presidente                                         | Presidente                                         | Presidente                                         |  | Emilio Pérez Touriño 4 de agosto de 2005-20 de abril de 2009           |  |  |  |
| Vicepresidente para la Igualdad y el Bienestar     | Vicepresidente para la Igualdad y el Bienestar     | Vicepresidente para la Igualdad y el Bienestar     | Vicepresidente para la Igualdad y el Bienestar     |  | Anxo Quintana González 4 de agosto de 2005-20 de abril de 2009         |  |  |  |
| Presidencia, Administraciones Públicas y Justicia  | Presidencia, Administraciones Públicas y Justicia  | Presidencia, Administraciones Públicas y Justicia  | Presidencia, Administraciones Públicas y Justicia  |  | José Luis Méndez Romeu 4 de agosto de 2005-20 de abril de 2009         |  |  |  |
| Economía y Hacienda                                | Economía y Hacienda                                | Economía y Hacienda                                | Economía y Hacienda                                |  | José Ramón Fernández Antonio 4 de agosto de 2005-20 de abril de 2009   |  |  |  |
| Política Territorial, Obras Públicas y Transportes | Política Territorial, Obras Públicas y Transportes | Política Territorial, Obras Públicas y Transportes | Política Territorial, Obras Públicas y Transportes |  | María José Caride Estévez 4 de agosto de 2005-20 de abril de 2009      |  |  |  |
| Educación y Universidades                          | Educación y Universidades                          | Educación y Universidades                          | Educación y Universidades                          |  | Laura Elena Sánchez Piñón 4 de agosto de 2005-20 de abril de 2009      |  |  |  |
| Innovación e Industria                             | Innovación e Industria                             | Innovación e Industria                             | Innovación e Industria                             |  | Fernando Xabier Blanco Álvarez 4 de agosto de 2005-20 de abril de 2009 |  |  |  |
| Medio Rural                                        | Medio Rural                                        | Medio Rural                                        | Medio Rural                                        |  | Alfredo Suárez Canal 4 de agosto de 2005-20 de abril de 2009           |  |  |  |
| Cultura y Deportes                                 | Cultura y Deportes                                 | Cultura y Deportes                                 | Cultura y Deportes                                 |  | Ánxela Bugallo Rodríguez 4 de agosto de 2005-20 de abril de 2009       |  |  |  |
| Sanidad                                            | Sanidad                                            | Sanidad                                            | Sanidad                                            |  | María José Rubio Vidal 4 de agosto de 2005-20 de abril de 2009         |  |  |  |
| Pesca y Asuntos Marítimos                          | Pesca y Asuntos Marítimos                          | Pesca y Asuntos Marítimos                          | Pesca y Asuntos Marítimos                          |  | María Carmen Gallego Calvar 4 de agosto de 2005-20 de abril de 2009    |  |  |  |
| Medio Ambiente y Desarrollo Sostenible             | Medio Ambiente y Desarrollo Sostenible             | Medio Ambiente y Desarrollo Sostenible             | Medio Ambiente y Desarrollo Sostenible             |  | Manuel Vázquez Fernández 4 de agosto de 2005-20 de abril de 2009       |  |  |  |
| Empleo                                             | Empleo                                             | Empleo                                             | Empleo                                             |  | Ricardo Jacinto Varela Sánchez 4 de agosto de 2005-20 de abril de 2009 |  |  |  |
| Vivienda y Suelo                                   | Vivienda y Suelo                                   | Vivienda y Suelo                                   | Vivienda y Suelo                                   |  | María Teresa Táboas Veleiro 4 de agosto de 2005-20 de abril de 2009    |  |  |  |